# Radiaticorollarus
Radiaticorollarus, rod gesnerijevki iz podtribusa Leptoboeinae, dio tribusa Trichosporeae. Jedina vrsta je R. enpingensis, iz kineske provincije Guangdong.

## Etimologija
Ime roda Actinostephanus dolazi od "Actino-" od grčkog ἀκτῑ́ς (aktῑ́s), što znači zraka; i "-stephanus" od grčkog Στέφανος (Stéphanos) što znači kruna, što je povezano s ᾰ̓́νθoς (ánthos), cvijet ili cvat. Ovo aludira na aktinoformni vjenčić koji karakterizira rod i vrstu.

## Opis
Novo je zamjensko ime za Actinostephanus 

## Sinonimi
- Skogea U.B.Deshmukh; Feddes Repert. (2024), nom. nov.
- Actinostephanus F.Wen, Y.G.Wei & L.F.Fu; PhytoKeys 193: 95, figs. 1-4 (2022), nom. illeg., non Actinostephanos Khursevich (Algae)
- Actinostephanus enpingensis F.Wen, Y.G.Wei & L.F.Fu; PhytoKeys 193: 96, figs. 1-4 (2022)
- Skogea enpingensis (F.Wen, Y.G.Wei & L.F.Fu) U.B.Deshmukh; Feddes Repert. (2024)